# 시리아의 이삭

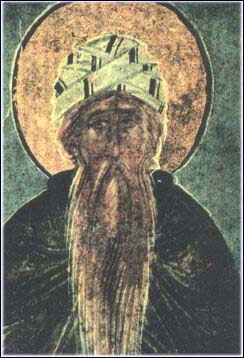

시리아의 이삭(시리아어: ܡܪܝ ܐܝܣܚܩ ܕܢܝܢܘܐ; 아랍어: إسحاق النينوي Ishaq an-Naynuwī; 그리스어: Ἰσαὰκ Σῦρος; c. 613 – c. 700)은 7세기 시리아 기독교 주교이자 기독교 금욕주의에 관한 저서로 가장 잘 기억되는 신학자였다. 아시리아 동방교회, 가톨릭 교회(칼데아 가톨릭교회, 시리아-말라바르 교회) 및 동방 정교회에서 성인으로 간주된다. 축일은 4세기 신학자이자 찬송가인 시리아의 에프렘과 함께 1월 28일이다.

## 생애
메소포타미아 남동부와 아라비아 반도 북동부를 포함하는 시리아어와 아랍어가 혼합된 지역인 동부 아라비아의 베스 카트레이 지역에서 태어났다. 아직 아주 어렸을 때 그는 수도원에 들어가 금욕주의 실천에 힘을 쏟았다. 그는 수도원 부속 도서관에서 수년간 공부한 끝에 신학계의 권위 있는 인물로 떠올랐다. 얼마 지나지 않아 그는 수도원 생활에 평생을 바쳤고 베스 카트레이(Beth Qatraye) 지역 전역의 종교 교육에 참여했다. 가톨리코스 기와르기스 1세(661~680)가 대회에 참석하기 위해 676년에 베스 카트레이를 방문했을 때 그는 멀리 북쪽에 있는 아시리아의 니네베의 주교로 이삭을 임명했다.
행정 업무는 은퇴하고 금욕적인 그의 성향에 맞지 않았다. 그는 단 5개월 만에 퇴위를 요청하고 남쪽으로 은수자들의 피난처인 마트아우트산(Mount Matout) 광야로 갔다. 그곳에서 그는 수년 동안 고독하게 살았으며, 요리되지 않은 야채와 함께 일주일에 빵 세 개만 먹었는데, 이 세부 사항은 그의 전기학자를 결코 놀라게 하지 못했다. 결국 실명과 노령으로 인해 그는 메소포타미아에 있는 아시리아 수도원인 라반 샤부르(Rabban Shabur)로 물러나 그곳에서 죽고 묻혔다. 그가 사망할 당시 그는 거의 눈이 먼 상태였는데, 일부 사람들은 그가 공부에 전념했기 때문이라고 말한다.

## 같이 보기
- 대 안토니우스
- 만물회복설
- 금욕주의
- 교부
- 동방교회
- 동시리아 전례
- 시리아의 에프렘
- 필로칼리아